# Cosmisoma lividum
Cosmisoma lividum är en skalbaggsart som beskrevs av Monné och Magno 1988. Cosmisoma lividum ingår i släktet Cosmisoma och familjen långhorningar. Inga underarter finns listade i Catalogue of Life.